# Hydroxylysine
L'hydroxylysine (Hyl) est un acide aminé produit au cours d'une modification post-traductionnelle d'un résidu lysine sur une protéine sous l'action d'une lysine hydroxylase.
La forme la plus commune est le stéréoisomère (5R), qui est celle présente dans le collagène, mais il existe des systèmes biologiques qui produisent également la forme (5S).